# Мелленбек (Людвігслуст-Пархім)
Мелленбек (нім. Möllenbeck) — громада в Німеччині, розташована в землі Мекленбург-Передня Померанія. Входить до складу району Людвігслуст-Пархім. Складова частина об'єднання громад Грабов.
Площа — 19,20 км2. Населення становить 171 ос. (станом на 31 грудня 2020).